# Tillit

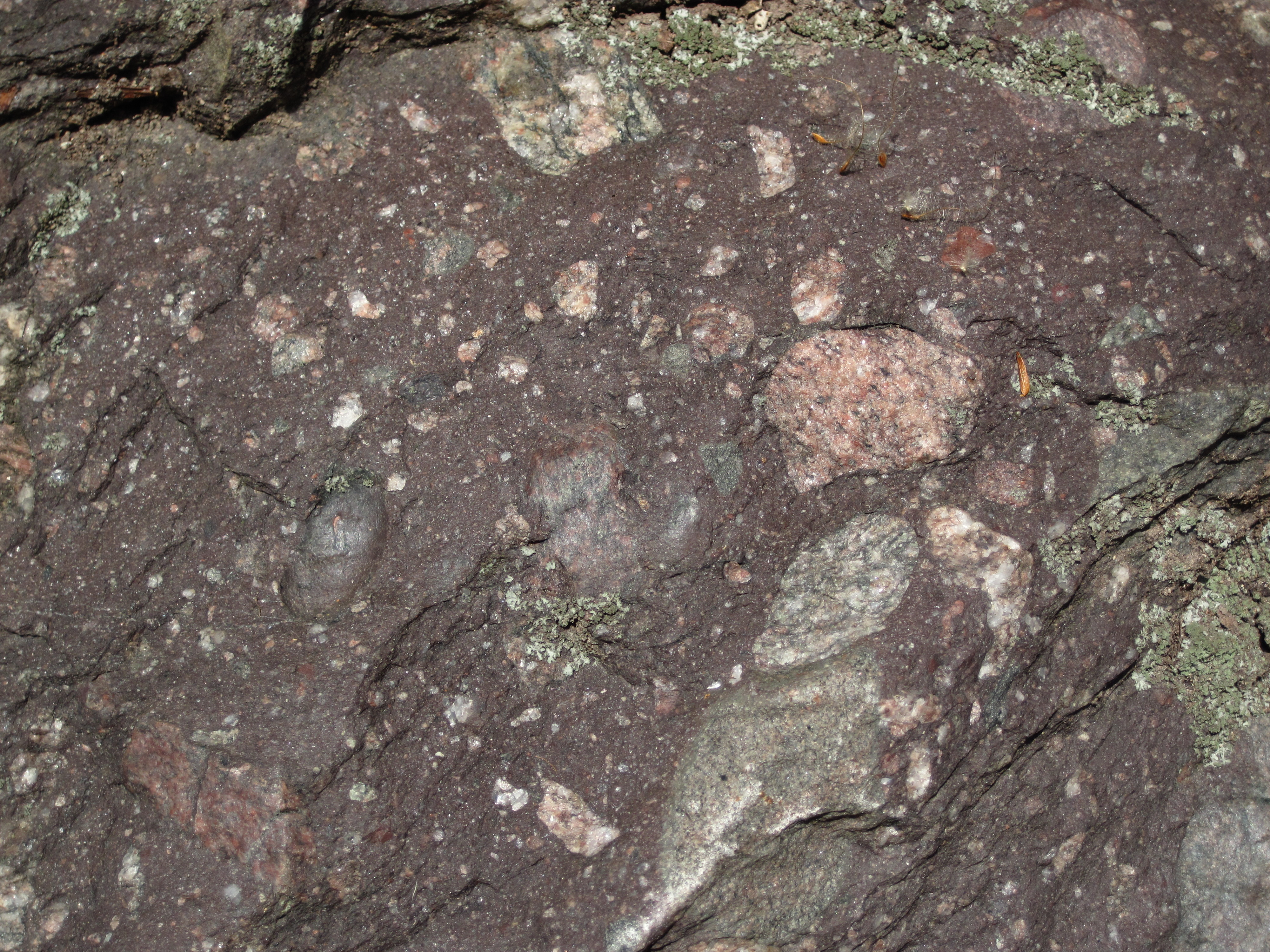
Tillit

Tillit je sedimentární hornina, která vznikla z ledovcových uloženin, morén, jejich zpevněním. Její horninové částice jsou rýhované. Slouží k poznávání zalednění dřívějších geologických epoch. Termín zavedl Albrecht Penck (1906).

## Vznik
Materiál, ze kterého tillit vznikl, byl drcen a putoval spolu s pevninským ledovcem dolů do údolí. Když pak ledovec roztál, uložil celý svůj nános, till, do útvaru nazvaného v češtině moréna. Jeho zpevněním vzniklá výsledná hornina, tillit, tedy vzniká z hrubých, ostrohranných usazenin. Má velikost zrna od 0,005 mm až po několik metrů. Její hlavní složky jsou obvykle úlomky hornin. Pro tuto horninu jsou typické velké rozdíly ve velikosti zrna, od práškových až po klasty s rozměrem až několika metrů. Obvykle obsahuje nejjemnější jílovité nebo sliníte frakce, avšak vždy jde o sedimenty nápadně netříděné jak ze zrnitostního hlediska, tak z hlediska materiálového složení. Zvláště u uloženin kontinentálních ledovců, které přinášejí úlomky hornin často z velmi vzdálených zdrojů (například na Ostravsku jsou bludné balvany ze skandinávské žuly). Valouny a balvany sunuté naspodu ledovce se nazývají souvky a měkčí z nich jsou často žehličkovitého tvaru s charakteristickým rýhováním. Uloženiny morén bývají přemísťovány, dále opracovávány a tříděny. Morena (a z ní po zpevnění vzniklý tillit) je tedy akumulace klastického sedimentu unášeného ledovcem nebo uloženého v podobě různých valů nebo pahorků. Když je horninový materiál ledovcem transportován na jeho povrchu, vytvoří se moréna povrchová, jestliže se jedná o horninový materiál napadaný na ledovec z jeho boků, mluví se o boční moréně, spojují-li se ledovcové splazy, vzniká spojením bočních morén moréna střední. Při transportování horninového materiálu uvnitř ledovce, vzniká moréna vnitřní. Při transportu materiálu naspodu ledovce vytvoří se moréna základní (spodní, bazální), která se podílí na exaraci a deterzi (jsou to druhy ledovcové eroze) skalního podkladu. Moréna, která se hromadí před čelem ledovce, se nazývá čelní nebo koncová. Dojde-li k postupu ledovce přes tuto čelní morénu, bývají její uloženiny deformovány a nazývají se moréna náporová. Ústupem ledovce se odkryje bazální moréna, která má nerovný povrch s protáhlými vyvýšeninami oblých tvarů, označovaných jako drumliny. Vlastní sediment morén se nazývá till (je-li zpevněný, pak tillit) a je kamenitý až jílovitý.

## Výskyt
Tillit se běžně vyskytuje v geologicky mladých uloženinách z doby ledové na území severní Evropy a Severní Ameriky, vyskytuje se však také i v horninách starších. V jižní Africe se například z tillitů skládají Karoo formace, které jsou permského stáří, z druhé doby ledové. V Severní Americe, ve středním huronu, začíná Cobaldská série naspodu tillitem až 150 metrů mocným, značně rozšířeným severně od Huronského jezera. Tillitové uloženiny algonkického stáří jsou také v Norsku. Jsou to vrstvy Gaisa poblíže Varangefjordu. Dále v Číně, v oblasti Jang-ce a také v jižní Austrálii. Ve střední a západní Evropě jsou nečetná naleziště tillitů v Černém lese (Geschwend-Sengalenkopf-Einheit ve Schwarzwaldu), případně v Granvillské formaci v Bretani. Dobře viditelná jsou známá evropská naleziště sturtského zalednění na skotském ostrově Islay u Port Askaigu a na o něco severněji ležícím souostroví Garvellachs jako výchoz dalradienské formace, mohutné to vrstvy sedimentů, která se táhne ze severozápadního Irska až po Skotskou vysočinu. Na jižních kontinentech se tillity vyskytují jako svědkové permokarbonského zalednění Gondwany.
Na území ČR se vyskytl v algonkiu Železných hor.